# Granåsen

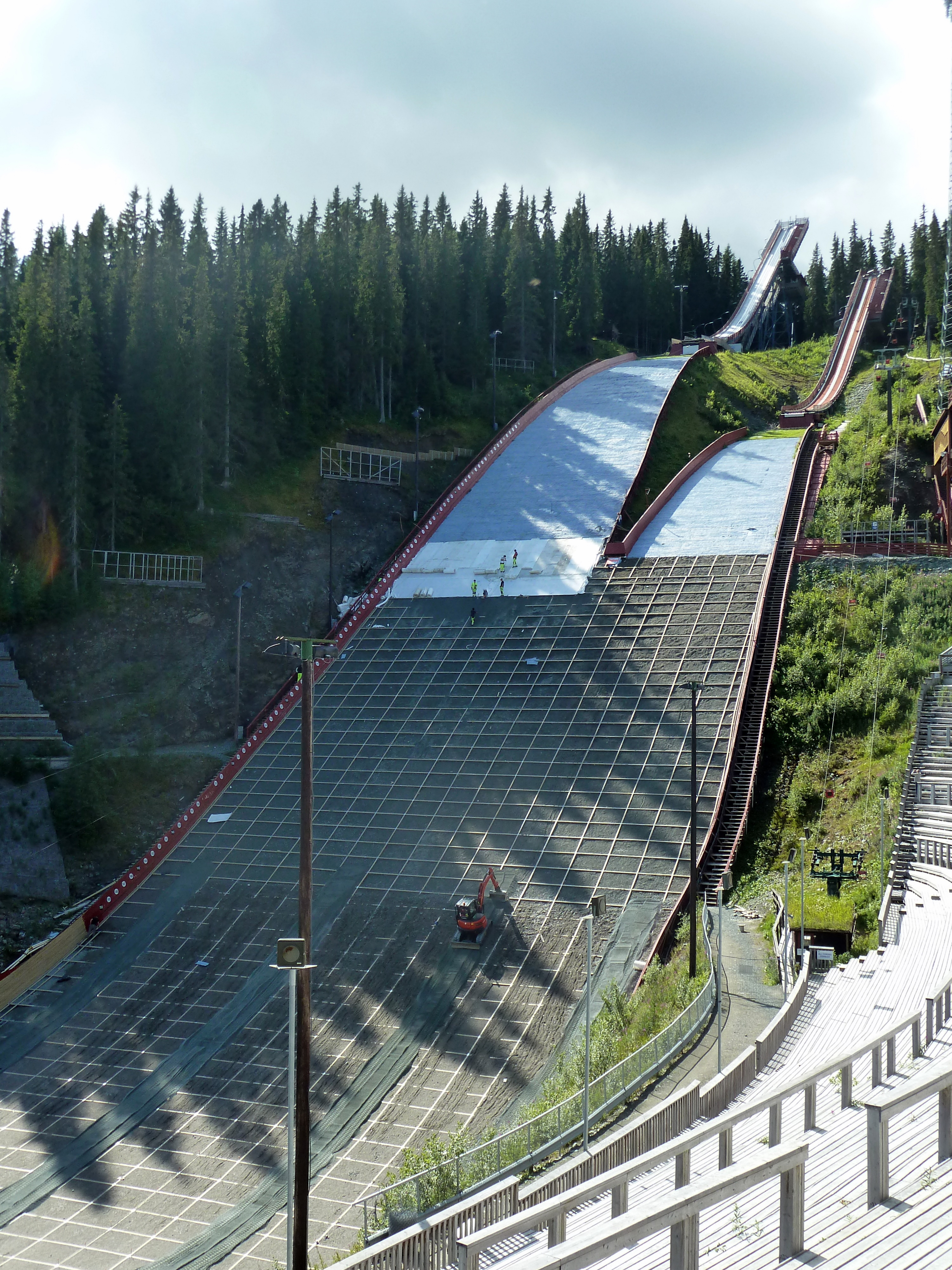
Granåsen augusti 2010

Granåsen är en backhoppsanläggning i Granåsen skisenter i Trondheim i Trøndelag fylke i Norge. Anläggningen består av fem hoppbackar och användes under Skid-VM 1997. 

## Historia
Första hoppbacken i Granåsen öppnades 1940. Birger Ruud vann invigningstävlingen och satte det första backrekordet. Hans längsta hopp mätte 56 meter.
Förbättringar gjordes 1952 före norska mästerskapen som skulle arrangeras i Granåsen 1953. En liten backe (K38) och en normalbacke (K64) restes. En större hoppbacke (K78) konstruerades och byggdes 1959/1960. 1970 tillkom nya läktare i normalbacken. 1977 förbättrades normalbacken (K64) och plastmattor tillkom. Backen kan numera användas hela året och är träningsbacke för Trønderhopp. Krav från FIS gjorde att förbättringar och ombyggningar utfördes i stora backen 1980. Nytt FIS-reglemente gjorde att licensen för stora backen (K78) tog slut och förnyades inte. Backen har senare inte använts. När Trondheim tilldelades Skid-VM 1997 startade 1990 konstruktionen av dagens stora backe (K120) i Granåsen. Världscupen har sedan arrangerats här årligen. Säsongerna 2005/2006 och 2006/2007 flyttades världscuptävlingarna till Lillehammer på grund av snöbrist. 2008 utvidgades stora backen något och har nu K-punkt 123 meter och backstorlek (HS) 140 meter.
Skid-VM 1997
Skid-VM 1997 avhölls i Trondheim i Norge. Trondheim firade detta år 1000-årsjubileum. Backhoppstävlingarna arrangerades i Granåsen. Det tävlades i två individuella tävlingar och en lagtävling. Tävlingarna startade i normalbacken (K90) 22 februari. Janne Ahonen från Finland vann tävlingen 5,0 poäng före Masahiko Harada från Japan och 6,5 poäng före Andreas Goldberger från Österrike. Ingen av hemmahopparna var bland de tio bästa. Espen Bredesen och Sturle Holseter delade 15:e platsen. I lagtävlingen, som avhölls i stora backen 27 februari, vann Finland (Ari-Pekka Nikkola, Jani Soininen, Mika Laitinen och Janne Ahonen) med god marginal (50,3 poäng) till Japan och Tyskland. Hemmalaget blev nummer 6, 156,3 poäng efter segrarna. Den individuella tävlingen i stora backen hoppades 1 mars. Masahiko Harada vann sin tredje medalj i mästerskapen då han vann guldmedaljen 7,2 poäng före Dieter Thoma från Tyskland och 14,8 poäng före bronsvinnaren Sylvain Freiholz från Schweiz.
Andra tävlingar
Sedan säsongen 1990/1991 har stora backen i Granåsen som byggdes 1990 använts i Världscupen. Första världscuptävlingen i Granåsen vanns av Heinz Kuttin från Österrike. Under tävlingen satte han det första backrekordet i nya backen Granåsen. Han hoppade 119,0 meter. Några gånger har även normalbacken (K105) använts i världscupen. 10 gånger har norska mästerskapen arrangerats i Granåsen, första gången 1953 då Arnfinn Bergmann vann och hittills sista gången 2012 då Anders Bardal vann.

## Backrekord
Officiella backrekordet i stora backen sattes 6 december 2008 av Gregor Schlierenzauer från Österrike och tangerades dagen efter av Simon Ammann från Schweiz.

## Mästerskap
| Datum            | Vinnare                | Andraplats             | Tredjeplats                   | Tävling                             |
| ---------------- | ---------------------- | ---------------------- | ----------------------------- | ----------------------------------- |
| 22 februari 1997 | Janne Ahonen, Finland  | Masahiko Harada, Japan | Andreas Goldberger, Österrike | Skid-VM 1997, normalbacke, K90      |
| 27 februari 1997 | Finland                | Japan                  | Tyskland                      | Skid-VM 1997, lag, stor backe, K120 |
| 1 mars 1997      | Masahiko Harada, Japan | Dieter Thoma, Tyskland | Sylvain Freiholz, Schweiz     | Skid-VM 1997, stor backe, K120      |